# Józef Awin
Józef Awin (ur. 17 czerwca 1883 we Lwowie, zm. sierpień lub listopad 1942 w obozie janowskim) – lwowski architekt pochodzenia żydowskiego.

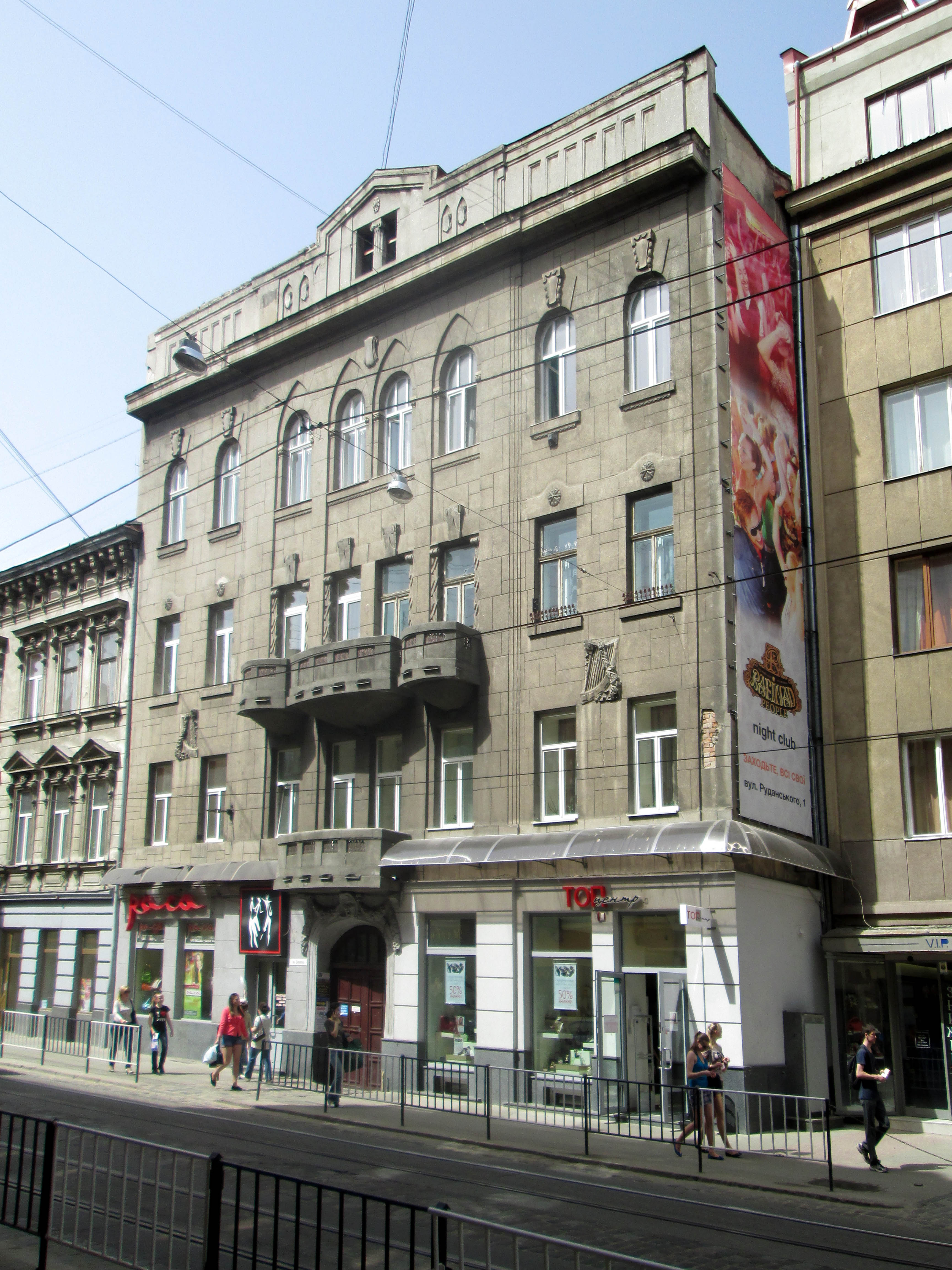
Kamienica przy ulicy Sykstuskiej 14 (obecnie Doroszenki)

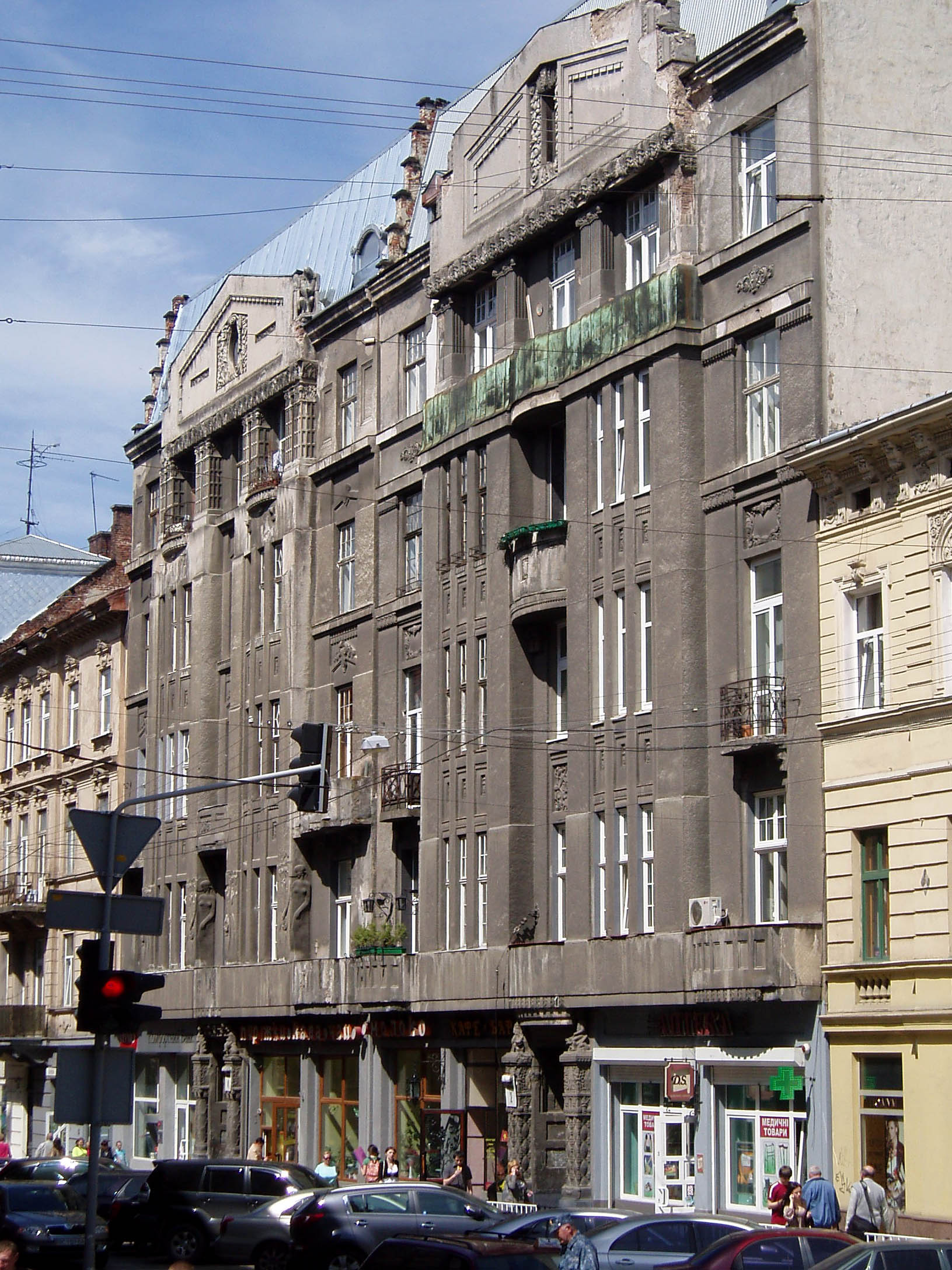
Kamienica przy ulicy Juliusza Słowackiego 2-4

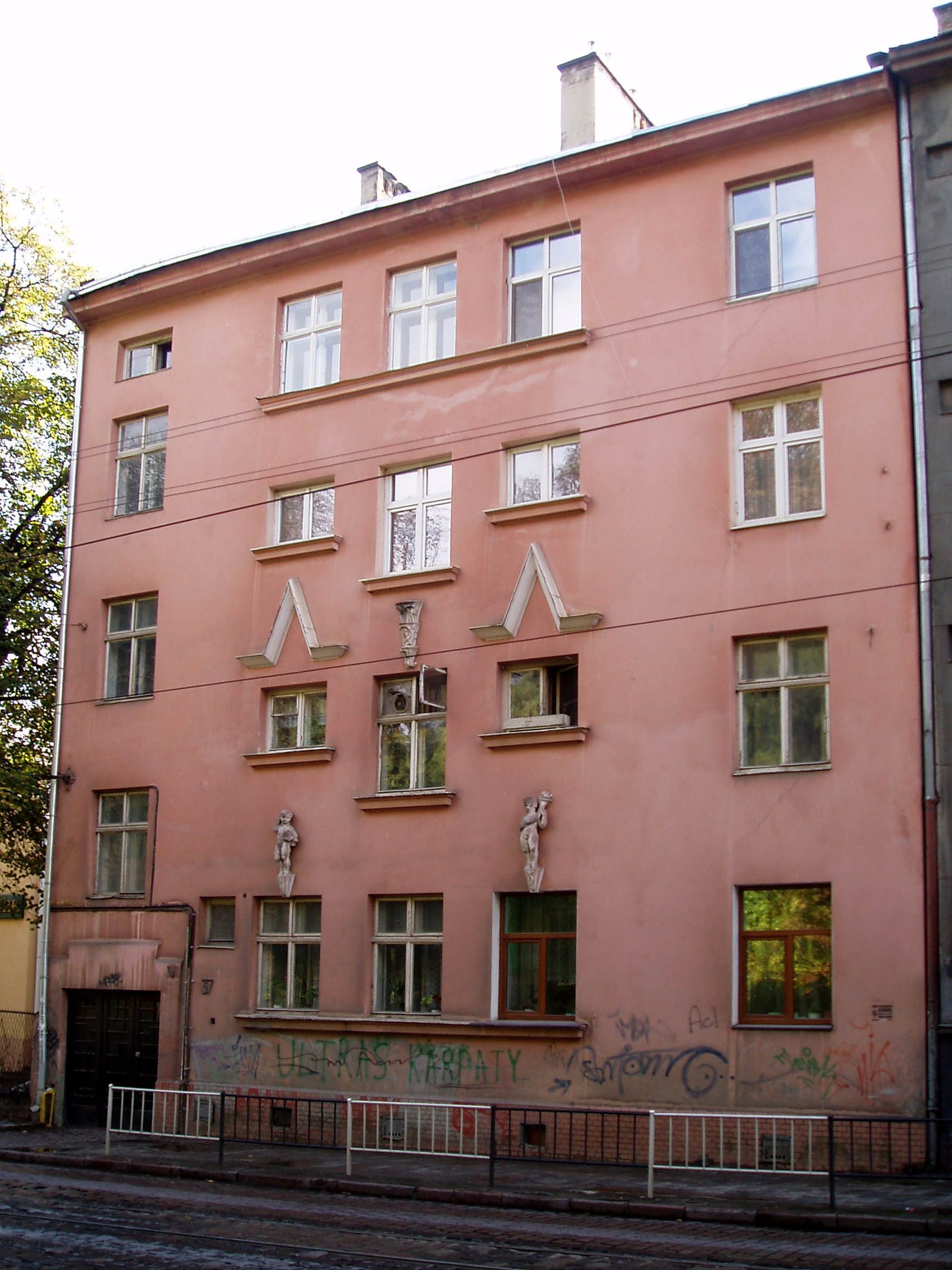
Kamienica przy ulicy Pełczyńskiej 37 (obecnie Dmitra Witowskiego)

## Życiorys
Urodził się w rodzinie lwowskich Żydów, Aarona-Lejba i Jitty z domu Katz. Po ukończeniu w 1903 Wydziału Architektury Politechniki Lwowskiej kontynuował naukę na Uniwersytecie Technicznym w Monachium, dyplom ukończenia otrzymał w 1911. Od 1899 do 1908 pracował jako ilustrator w czasopiśmie „Faun”, a następnie rozpoczął pracę jako architekt. W 1911 założył własne biuro projektowe, od 1925 łączył zawód architekta i inżyniera-budowniczego. Równocześnie był uznanym teoretykiem żydowskiego stylu w architekturze wschodniej Galicji, propagował żydowskie zdobnictwo w architekturze, zdobnictwie, dekorowaniu tkanin oraz w rzeźbie. Swoje poglądy i opinie wyrażał podczas licznych wystąpień i publikacji w prasie, ukazywały się one na łamach „Naszej Opinii”, „Chwili”, „Wschodu”, „Morii” i „Przyszłości” w Polsce oraz w prasie zagranicznej, m.in. niemieckiej i węgierskiej. Przy realizacji swoich projektów współpracował z lwowskimi rzeźbiarzami Józefem Starzyńskim, Zygmuntem Kurczyńskim i Bernardem Koberem, których dzieła zdobią elewacje i wnętrza kamienic. Był inicjatorem stworzenia kuratorium opieki nad zabytkami sztuki żydowskiej, które powstało w 1925 przy lwowskiej gminie wyznaniowej. Kolejną inicjatywą było powołanie do życia Muzeum Gminy Żydowskiej Lwowa, które rozpoczęło działalność w 1934. Należał do współzałożycieli wielu lwowskich organizacji żydowskich m.in. Klubu Inteligencji Żydowskiej, Związku Inżynierów Żydów pracujących dla Erec Izrael, Związku Inżynierów Żydów Lwowa i innych. Był radnym miejskim, należał do lwowskiego oddziału Związku Zawodowego Architektów i Budowniczych oraz Stowarzyszenia Architektów Rzeczypospolitej Polskiej (od 1937 do 1938 był członkiem zarządu). 
Był współwłaścicielem firmy „T. i J. Awin. Szkło i kryształy”. Po zajęciu Lwowa przez Niemców w 1941 r. znalazł się w getcie, którzy w sierpniu 1942 podczas tzw. „wielkiej akcji” aresztowali go i wysłali do obozu janowskiego, gdzie został zamordowany.

## Dorobek zawodowy
- Żydowska Szkoła Przemysłowa Męska im. dr. Abrahama Korkisa we Lwowie; współautor Ferdynand Kassler, (ul. Stroha, obecnie ul. Antoniego Angełłowycza 28, /1909/
- Czynszowa kamienica przy ulicy Sykstuskiej we Lwowie (obecnie ul. Pietra Doroszenki 14) zbudowana dla Adolfa Kasserna, wybudowana w stylu geometrycznego modernizmu, /1911/
- Czynszowe kamienice przy ulicy Marii Konopnickiej 2,4,6 we Lwowie, wykonane w stylu późnego modernizmu (współautorzy Stanisław Olszewski i Ferdynand Kassler), /1911-1912/
- Czynszowa kamienica przy ulicy Konopnickiej 14 we Lwowie w stylu modernizmu geometrycznego, /1913/
- Czynszowa kamienica przy ulicy Słowackiego 2-4 we Lwowie dla Hermana Barda w stylu modernizmu. Geometryczna fasada z reliefami Zygmunta Kurczyńskiego, /1912/
- Budynek Hotelu „Splendid” przy ulicy Rzeźnickiej we Lwowie (obecnie ul. Nalewajka 6), budynek w stylu geometrycznego modernizmu. Płaskorzeźby na balustradach balkonu wykonał Zygmunt Kurczyński, /1912/
- Kamienica przy ulicy Na Bajkach we Lwowie (obecnie ul. Kijowskiej 10) w stylu funkcjonalizmu, na elewacji płaskorzeźby podkreślające podział na drugiego i trzeciego piętra w formie okrągłych i owalnych medalionów przedstawiających kwiaty, liście i ptaki, wykonane w stylu art déco, /1926/
- Kamienica własna, w której mieściło się biuro architektoniczne Józefa Awina przy ulicy Pełczyńskiej we Lwowie (obecnie ul. Dmitra Witowskiego 37), elewacja ozdobiona trójkątnymi nadokiennikami na wysokości pierwszego piętra. Nad oknami parteru rzeźby Zygmunta Kurczyńskiego (autorstwo przypisuje się również Józefowi Starzyńskiemu lub Bernardowi Koberowi) przedstawiające aniołki, dziewczynkę i chłopca, który trzyma w dłoniach model domu, /1928/
- Kamienica przy ulicy Pełczyńskiej we Lwowie (obecnie ul. Dmitra Witowskiego 39), elewacja w stylu art déco z elementami kubizmu, /1930/
- Kamienica czynszowa Fundacji Zilbersteina w stylu funkcjonalizmu przy ulicy Jagiellońskiej we Lwowie (obecnie ul. Włodymira Hnatiuka 4), /1936/
- Kamienica modernistyczna przy ulicy Japońskiej 5 we Lwowie, /po 1930/
- Budynek drukarni „Biblos” przy ulicy Japońskiej 5/7 we Lwowie, na elewacji umieszczone są alegorie Handlu i Przemysłu, najprawdopodobniej dzieło Zygmunta Kurczyńskiego. Handel został tradycyjnie przedstawiony jako Merkury stojący z kotwicą na delfinie. Przemysł to Wenera, ubrana we współczesny strój i trzymająca narzędzia. Nad nimi putto trzymające prasę do typografii wskazuje przeznaczenie budynku /1926-1928/
- Collegium Pharmaceuticum przy ulicy Piekarskiej 52 we Lwowie (obecnie Wydział Medyczny Uniwersytetu Lwowskiego), /1931-1932/
- Nagrobki na Nowym Cmentarzu Żydowskim m.in. Mojżesza Frostiga, Hershona Zipsera, Abrahama Korkisa i Leona Reicha.